# المریسیاه
ال مریسیاه یک منطقهٔ مسکونی در عربستان سعودی است که در استان مکه واقع شده‌است.